# ゾンビ・サファリパーク
『ゾンビ・サファリパーク』（原題：The Rezort）は、2015年に公開されたイギリスのゾンビホラー映画で、Paul Gerstenbergerが脚本を担当し、スティーヴ・バーカーが監督を務めた。出演はダグレイ・スコット、ジェシカ・デ・ゴウ、マーティン・マッキャンなど。
日本では、ヒューマントラストシネマ渋谷の特集上映である「未体験ゾーンの映画たち 2017」にて2017年1月28日に公開された。
本作は、人類によって孤島に隔離されたゾンビがスポーツとして狩られている世界を舞台としており、島のセキュリティゲートのトラブルを発端にゾンビが宿泊客を襲う様子を描いている。

## あらすじ
20億人もの死者を出しつつも人類がゾンビの大群との戦争に勝利した後、唯一残ったゾンビは島に収容され、「リゾート（Rezort）」と呼ばれる豪華な施設で観光客にスポーツとして狩られていた。今回、リゾートを訪れたゲストは、若いカップルのルイスとメラニー（ゾンビ戦争による心の問題を克服するために来島）、寡黙な退役軍人のアーチャー、10代のビデオゲーマーのジャックとアルフィー、結婚式の前に元婚約者に捨てられたセイディなどである。一行がリゾートのオーナーであるヴァレリー・ウィルトンによるオリエンテーションに参加する中、セイディは制御室に忍び込んでメインフレームに侵入し、システムを不安定にさせていた。彼女は制御室から出てくるのをアーチャーに目撃される。システムのトラブルに気づいた技術者たちは、些細なシステム・セキュリティのために職を失うかもしれないことを恐れ、密かにシステムを修復しようとする。
ガイドのネビンズと合流したゲストたちは、ゾンビ狩りのために施設を出発する。投資家たちで構成された第1グループは、拘束されたゾンビを的にして、射撃を楽しんでいた。一方、メラニーら第2グループは自由に歩き回り、安全な距離からゾンビを狙撃していた。しかし、ルイスに促されても、メラニーはゾンビを撃つ気になれなかった。そんななか、アーチャーはヘッドショットを連発して周囲を驚かせる。ネビンズの案内で安全な場所に行き、夜のキャンプをすることになった。眠れなくなったメラニーとセイディは、スポーツとしてゾンビを殺すことの倫理性について議論し、セイディはそれが生きている人間を傷つけることへの抑制力の低下につながると話す。
一方、ヴァレリーがシステム障害を把握した時点では、すでに復旧はできなくなっており、リゾートのセキュリティシステムがオフラインになってしまう。柵に囲まれた部屋からゾンビが放たれ、リゾート内のゲストやスタッフを次々と襲っていく。ヴァレリーは一人でオフィスに逃げ込み、ドアを閉めて残ったエンジニアたちを見捨てる。サファリにいて屋外でキャンプをしていた第2グループは、解放されたゾンビに襲われるまで何が起こったのか皆目見当がつかず、ただ応戦するのみであった。そのような状況で、逃げ遅れたアルフィーがゾンビに殺されてしまう。翌朝、ネビンズは客たちに救援が来ず、数時間後には島全体が安全のために爆撃されることを告げ、埠頭に逃げることを提案する。しかし、ネビンズの車がつかえないため、一行はアーチャーを先頭に徒歩で港に向かう。途中、セキュリティチェックの柵を通過する際、ネビンズが噛まれてしまい、まだ感染してはいなかったがルイスは彼の頭を撃ち抜く。この行為にメラニーは戸惑いをおぼえる一方、アーチャーは彼の行動を擁護する。彼はメラニーにリゾートに来た理由を訊かれ、「ゾンビを殺すことだけが得意だったからこのリゾートに来た」と説明する。
一行が埠頭に向かう途中、アーチャーはセイディが制御室周辺をうろついていたことを明かし、現在の状況に何らかの関係があるのではないかと問いただす。彼女は自らがゾンビの権利を主張する活動団体のメンバーであることを認め、リゾートの危険で非倫理的な行為を証明し閉鎖に追い込むために、リゾートのメインフレームからデータをダウンロードしただけだと言う。ジャックは、彼女がシステムにウイルスを流しリゾートを破壊するために利用されたと非難する。彼女のしたことに怒りを覚えながらも、メラニーは、こうなるとは知らなかったと言うセイディに「自分は置いていかない」と約束し、来たかったら付いてきてと伝える。射的施設にてゾンビに襲われた一行は分断され、アーチャーとメラニー、ルイスから離れたジャックとセイディは別の道を逃げる。逃げる途中で噛まれたセイディは、データをジャックに渡し、自分を犠牲にして時間稼ぎをする。
なんとかジャックは他のメンバーと合流し、謎の施設へと逃げ込む。セキュリティ・エリアを通過するも、突如落下してきたゾンビにジャックが噛まれてしまい、アーチャーが彼を殺してしまう。その後、彼らはこのリゾートが慈善団体を隠れ蓑にして難民を島に誘い込み、ゾンビにしていることを知る。再び襲ってきたゾンビをアーチャーとメラニーが食い止めていると、ルイスは彼らを見捨てて、逃げ出す。アーチャーはメラニーに波止場に向かうように言った後、単独でゾンビの相手をする。制御室の近くでメラニーはルイスに遭遇するが、彼もまた噛まれていた。ルイスの傷を見てメラニーは彼に銃を向けるが、彼を殺すことは出来ず、彼に自分の拳銃を渡して立ち去る。脱出するべく施設内を奔走するメラニーにゾンビが迫ってくるが、ヴァレリーが部屋に引き入れて助ける。メラニーは、彼女がゾンビよりも悪いと非難する。しかし、新しいビジネスを始めただけだと強弁するヴァレリーと銃を巡ってもみ合いとなり、ゾンビに気付かれてしまう。ゾンビの中には、ヴァレリーを殺そうと躍起になってメラニーを無視して侵入してくるゾンビもいたため、メラニーは彼らを押しのけて緊急脱出口に向かって走る。空爆が開始される中、メラニーは崖から海に飛び込んでリゾートを脱出する。救助されたメラニーは、マスコミを前にリゾートの罪を白日の下にさらし、それをテレビで見ていたアーチャーも脱出できていたことが明らかになる。メラニーは、「ゾンビとの戦争には勝ったが人々は人間性を失った。人類の罪と向き合うことができるのは我々人類次第だ」と宣言する。その直後、ニュース番組はビーチで海からやって来たゾンビが人々を襲っているライブ映像に切り替わる。

## キャスト
- アーチャー - ダグレイ・スコット
- メラニー・ギブス - ジェシカ・デ・ゴウ（英語版）：アウトブレイク生存者のセラピー療法として、リゾートに行くことにする女性。父親がゾンビに襲われて亡くなった。従軍経験あり。
- ルイス・エヴァンス - マーティン・マッキャン（英語版）：メラニーの彼氏。戦争に参加した経験があるため、銃器が扱える。
- ジャック - ジャッサ・アールワリャ（英語版）：アルフィーの相棒で、チーム名は「スマッシュアップ」。オンラインゲームの大会の賞品として、ゾンビ狩りに参加。16歳のゲーマー。
- アルフィー - ローレンス・ウォーカー：ジャックの相棒で、チーム名は「スマッシュアップ」。オンラインゲームの大会の賞品として、ゾンビ狩りに参加。16歳のゲーマー。
- セイディ - エレン・リース（英語版）：
- スペンサー - ショーン・パワー（英語版）：投資家の一人
- トム・ネビンズ - ケビン・シェン：ガイドの一人
- ヴァレリー・ウィルトン - クレア・グース（英語版）：リゾートの創業者
- ケネス・ヴァラントゥーム - ロバート・ファース

## サファリでのルール
1. クロモシンAは唾液で感染する。
2. 噛まれたばかりのゾンビは速い。
3. ゾンビの頭を撃ち抜け。

## 公開
本作は、2015年6月22日にBFI Southbankで初上映された。その後、2016年4月22日にスペインで限定公開され、同年6月15日にフィリピンで公開された。

## 評価
Bloody DisgustingのPat Torfeは、この作品を星5つ中星3つと評価し、「面白いが、ファイア・アンド・フォーゲットタイプの映画だ 」と書いている。FansidedのJeremy Dickは、この映画を「ゾンビのいるジュラシック・パークのようだ」と述べている。